# الحزب الشيوعي الصيني
يُعدّ الحزب الشيوعي الصيني (بالصينية المبسطة: 中国 共产党، بالصينية التقليدية: 中國 共產黨) هو الحزب السياسي المؤسس والحاكم والمهيمن على جمهورية الصين الشعبية. الحزب الشيوعي الصيني هو الحزب الوحيد الحاكم في البر الرئيسي للصين، ويسمح بوجود 8 أحزاب أخرى فقط، تشارك جميعها في تشكيل الجبهة المتحدة. أسس الحزب سنة 1921 تشين توهسيو ولي تا تشاو.
سرعان ما نما الحزب، وفي عام 1949 طرد الحكومة الوطنية من البر الرئيسي الصيني بعدما وضعت الحرب الأهلية الصينية أوزارها، وتأسست حكومة الصين الشعبية. ويسيطر الحزب أيضًا على أكبر قوى مسلحة في العالم، أو ما يُسمى بجيش التحرير الشعبي.
يُعد الحزب الشيوعي الصيني حزبًا رسميًا قائمًا على المركزية الديموقراطية، استنادًا إلى المبدأ اللينيني، الذي يتضمن الديموقراطية والنقاش المفتوح أو الحر حول السياسة الخاصة، بشرط التمسك بالسياسيات المتفق عليها سابقًا.  
يحظى المؤتمر الوطني بالأهمية القصوى في الحزب الشيوعي الصيني، الذي يُعقد كل 5 سنوات. تُعد اللجنة المركزية هيئةً ذات أهمية الكبرى حال عدم انعقاد جلسة الكونغرس الوطنية أو ما يُسمى المؤتمر الوطني، ينعقد اجتماع الهيئة مرة واحدة سنويًا، لذلك تصبح المهام والمسؤوليات على عاتق المكتب السياسي واللجنة الدائمة الخاصة. وفي الآونة الأخيرة، يرأس زعيم الحزب المكاتب الخاصة بالأمين العام، مسؤولًا عن جبهات الحزب المدني، ويرأس أيضًا منصب رئيس اللجنة العسكرية المركزية، إذ يُعد مسؤولًا عن الشؤون العسكرية، إضافةً إلى منصب رئيس الدولة وهو منصب ذو طابع رسمي إلى حدٍ بعيد. يُعد منصب قائد الحزب بين تلك المناصب منصبًا أساسيًا ومهمًا. كان الأمين العام شي جين بينغ قائدًا لفترة وجيزة، إذ انتخبته اللجنة المركزية الثامنة عشرة، وتسلم المنصِب في 15 نوفمبر 2012.
يرتبط الحزب الشيوعي الصيني بالشيوعية واستمرار المشاركة سنويًا في الاجتماع الدولي للشيوعية وأحزاب العمال. بالنظر إلى الدستور الخاص بالحزب، يضم الحزب الشيوعي فِكر كل من الماركسية اللينينية والماوية، إضافةً إلى الاشتراكية الصينية، على غرار نظرية دينج شياو بينج، إذ يقدم الثلاثة التوقعات العلمية الخاصة بالتنمية، على غرار فكر شي جين بينغ. يوضح التعليل الرسمي الخاص بالإصلاحات الاقتصادية الصينية أن البلاد في حيز المرحلة الأساسية الاشتراكية، وأنها مرحلة تنموية مشابهة لنمط الإنتاج الرأسمالي. في فترة حكم المؤسس الشيوعي ماو تسي تونغ مؤسس الإدارة الاقتصادية، استُبدلت لاحقًا باقتصاد السوق الاشتراكي خلال حكم السياسي الصيني دنغ شياو بينغ، الذي يمثل النظام الاقتصادي الحالي، استنادًا إلى أن الممارسة هي المعيار الوحيد للحقيقة.
منذ انهيار الحكومات الشيوعية في أوروبا الشرقية عامي 1989 و1990 وانهيار الاتحاد السوفيتي، شدد الحزب الشيوعي الصيني علاقاته بين الحزبين جنبًا إلى جنب مع الأحزاب الحاكمة لسائر الدول الاشتراكية. وفي الثمانينيات، حين كان ما زال الحزب الشيوعي الصيني محافظًا على العلاقات بين الحزبين مع الأحزاب الشيوعية غير الحاكمة حول العالم، أسس الحزب الشيوعي علاقات مع أحزاب غير شيوعية عديدة، جنبًا إلى جنب مع الأحزاب الحاكمة في دول الحزب الواحد، وكذلك نفس مبدأ الأحزاب المسيطرة في الديموقراطيات -بصرف النظر عن توجهها- والأحزاب الديموقراطية الاجتماعية على حد سواء.

## التاريخ

### التأسيس والتاريخ المبكر (1921-1927)
ترجع جذور الحزب الشيوعي الصيني إلى حركة الرابع من مايو عام 1919، ومن خلال تلك الجذور، استطاعت المفاهيم الخاصة بالفكر الغربي المتطرف على غرار الماركسية واللاسلطوية اكتساب شعبية بين المثقفين الصينيين.

كانت الدوافع المؤثرة تنبع من الثورة الشيوعية، إضافةً إلى استطاعة النظرية الماركسية زرع الإلهام في الحزب الشيوعي الصيني. كان المثقف الصيني لي تا تشاو القيادي الأول الذي دعم علنًا اللينينية والثورة العالمية. وعلى عكس تشين دوكسيو، لم يتنازل لي دازاو عن المشاركة في الشؤون الخاصة بجمهورية الصين. وأخذا ثورة أكتوبر في روسيا بعين الاعتبار، بوصفها ثورة رائدة، آملين أن تقوم الثورة بإعلان حقبة جديدة في البلدان المضطهدة حول العالم. وقد احتذى الحزب الشيوعي الصيني بنظرية فلاديمير لينين حول الطليعة الخاصة بالحزب. استندت الأسس النظرية إلى نظرية تساى هيسن، التي تنص على المبادئ الأولى للحزب. وُضع أساس العديد من الدوائر الدراسية خلال حركة الثقافة الجديدة، لكن بحلول عام 1920، نشأت شكوك حول ملاءمتها وسيلةً للإصلاح.

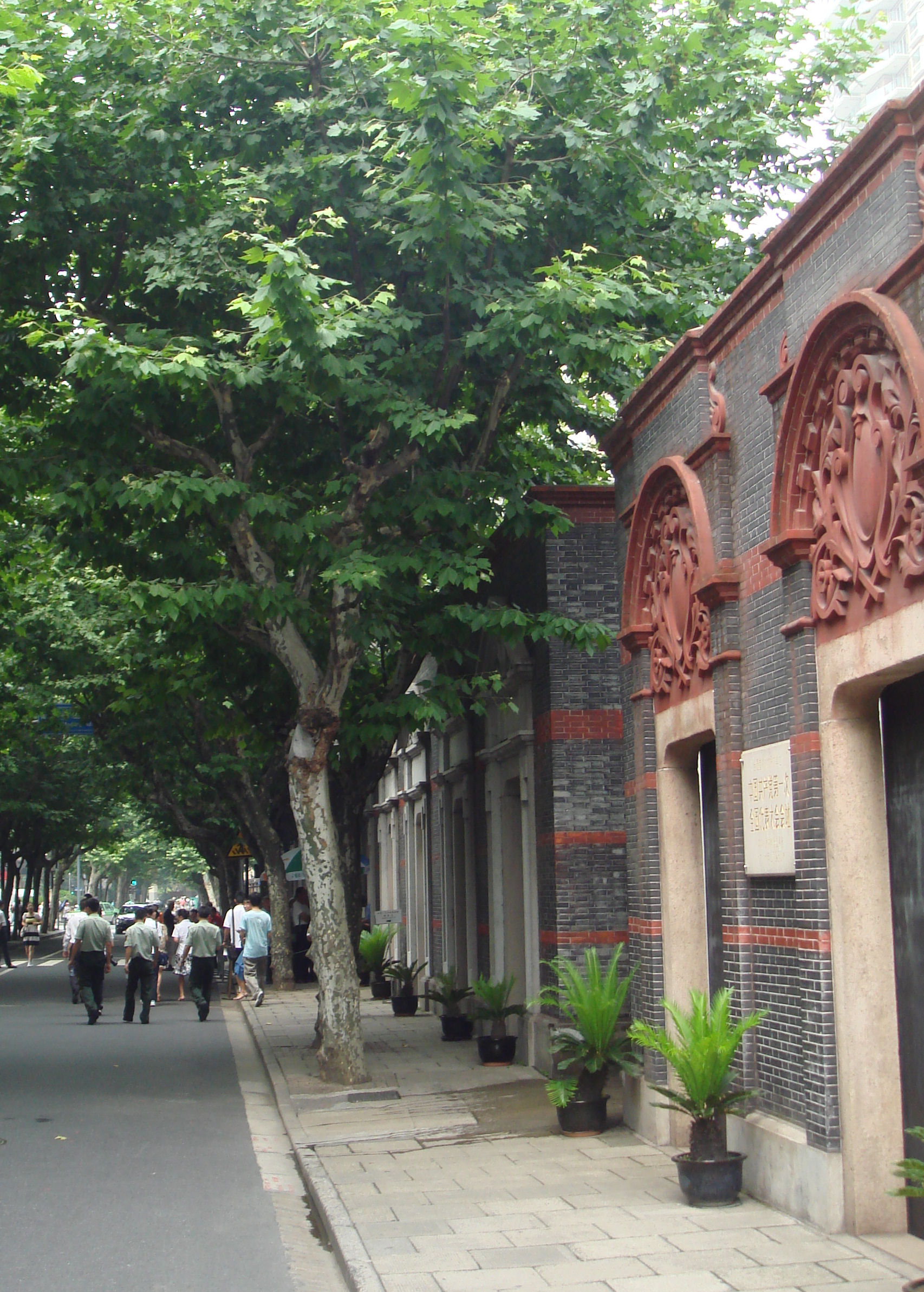
مقر أول كونغرس للحزب الشيوعي في الصين، وكان يقع في شانغهاي

في يوليو 1921، عُقد المؤتمر الوطني التأسيسي للحزب الشيوعي الصيني أو الكونغرس. ضم المؤتمر 50 عضوًا عام 1921، وسرعان ما نمت منظمات الحزب الشيوعي الصيني بجانب السلطات الحاكمة. في حين عُقد المؤتمر أولًا في أحد بيوت امتياز شنغهاي الفرنسي، قاطعت الشرطة الفرنسية المؤتمر في 30 يوليو، بعدها نُقل المؤتمر إلى قارب سياحي في البحيرة الجنوبية في مدينة جياشينغ التابعة لمحافظة تشجيانغ. إذ حظر المؤتمر 12 نائبًا فقط، ولم يتمكن أيضًا من حضور المؤتمر كل من لي دازاو وتشين دوكسيو، الذي أرسل مندوبًا عنه. لاحقًا، دعت قرارات المؤتمر الوطني لتأسيس الحزب الشيوعي، جزءًا من الشيوعية الدولية، وانتُخب تشين قائدًا للحزب.
سيطر الشيوعيون على الجناح الأيسر لحزب الكومينتانغ، الذي يعد حزبًا منظمًا وفق القواعد اللينينية، إذ يصارع من أجل فرض السيطرة جنبًا إلى جنب مع الجناح الأيمن للحزب. عندما تُوفي قائد حزب الكومينتانغ، في مارس 1925، ورث منصبه السياسي اليميني شيانغ كاي شيك، الذي بادر بالتحرك لتهميش المكانة الخاصة بالشيوعيين. وبعد فترة وجيزة من نجاح الحملة الشمالية في الإطاحة بالقادة العسكريين، انقلب القائد شيانغ كاي شيك على الشيوعيين، الذين بلغ عددهم عشرات الآلاف في أنحاء الصين.
لاحقًا، سار القائد شيانغ كاي شيك إلى شنغهاي متجاهلًا أوامر الحكومة التابعة لحزب الكومينتانغ في ووهان، إذ سيطرت على المدينة المليشيات التابعة للحزب الشيوعي. رغم ترحيب الشيوعيين بوصول شيانغ كاي شيك، انقلب عليهم لاحقًا، وذُبح 5 آلاف شخص بمساعدة العصابة الخضراء. سار جيش شيانغ كاي شيك إلى ووهان، لكن سرعان ما قاومه قائد الحزب الشيوعي الصيني يي تينغ وقواته إثر محاولة السيطرة على المدينة. هاجم حلفاء شيانغ كاي شيك الشيوعيين في بكين، وراح ضحية ذلك 19 قائدًا شيوعيًا، أعدمهم القائد تشانغ زولين، وفي مدينة تشانغشا، أطلقت قوات شيان النار على مئات الجنود الريفيين. في الشهر ذاته، قُتل عشرات الآلاف من الشيوعيين والمتعاطفين معهم على يد القوميين، وبلغت خسائر الحزب الشيوعي نحو 15 ألف من أصل 25 ألف شخص.
استمر الحزب الشيوعي الصيني بدعم حكومة حزب الكومينتانغ في الصين، لكن في 15 يوليو 1928، طردت حكومة ووهان جميع الشيوعيين من الحزب. وكان رد الحزب الشيوعي هو تأسيس الجيش الأحمر الصيني من الكادحين والريفيين، المعروف باسم الجيش الأحمر، لمحاربة حزب الكومينتانغ. وفي أول أغسطس 1927، تلقى الجنرال تشو دي أوامر بقيادة كتيبة منظمة بهدف الاستيلاء على مدينة نانتشانغ، فيما عُرف بانتفاضة نانتشانغ، نجحت الحملة في البداية لكنها أُجبرت على الانسحاب بعد خمسة أيام، جنوبًا نحو مدينة شانتو، ومن هناك إلى براري فوجيان. وبعد تعيين الثوري الشيوعي الصيني ماو تسي تونغ قائدًا عامًا للجيش الأحمر، قاد 4 أفواج عسكرية إلى مدينة تشانغشا في انتفاضة حصاد الخريف، أملًا في اندلاع شرارة الثورة بين الفلاحين في أرجاء خونان. كان الهدف هو الهجوم على المدينة التي يسيطر عليها حزب الكومينتانغ من ثلاثة جوانب في التاسع من سبتمبر، لكن الفوج الرابع لاذ بالفرار بتأثير من حزب الكومينتانغ، وكان بصدد مهاجمة الفوج الثالث. كان الهجوم بقيادة القائد ماو تسي تونغ، لكنه مع ذلك لم يتمكن من السيطرة على المدينة، وفي 15 سبتمبر، أعلن تقبله للهزيمة، مع ألف ناجٍ ساروا شرقًا نحو جبال جينغكانغ التابعة لجيانغشي.

## نظرة عامة
يضم الحزب أكثر من 90 مليون عضو، ولا يزال يهيمن على الحكومة في الصين. لكن في فترات تحرير نسبية، يميل تأثير الناس والمنظمات التي تعمل خارج الهيكل الرسمي للحزب، على الازدياد، ولا سيما في المجال الاقتصادي. تحت قيادة نظام الاقتصاد، وكانت تفرض على كل المؤسسات المملوكة للدولة أن يكون لها لجنة حزبية. لكن مع دخول اقتصاد السوق يعني أن المؤسسات الاقتصادية التي توجد الآن في الطرف محدودة ولا حول لها ولا قوة.
ومع ذلك، ففي جميع المؤسسات الحكومية في جمهورية الصين الشعبية، لجان الحزب على جميع المستويات الحفاظ على الدور الهام.
وسط سيطرة الحزب هو الأشد في مكاتب الحكومة المركزية والمناطق الحضرية في إعدادات الاقتصادية والصناعية والثقافية، بل هو أكثر مرونة كبيرة على الحكومة والحزب والمنظمات في المناطق الريفية، حيث غالبية السكان تعيش في الصين. مسؤولية تلك أهم يأتي في اختيار وترقية الموظفين. وهم يرون أيضا أن يتبع الحزب والدولة وتوجيه السياسة العامة أن أعضاء غير حزبية لا إنشاء منظمات مستقلة قادر على تحدي حكم الحزب. ومن المهم بوجه خاص هي المجموعات الصغيرة التي تؤدي تنسيق أنشطة وكالات مختلفة. ورغم وجود اتفاقية لجان الحكومة التي تحتوي على ما لا يقل عن واحد غير عضو الحزب، وعضوية الحزب هو واضح في المساعدة في تعزيز ويجري في السياسة الحاسمة الإعداد الاجتماعات.
نظريا، أعلى هيئة للحزب هو المؤتمر العام، الذي من المفترض أن تجتمع على الأقل مرة كل 5 سنوات. أصبحت الاجتماعات غير منتظمة خلال الثورة الثقافية ولكن لم يتم الدوري منذ ذلك الحين. الحزب تنتخب اللجنة المركزية والهيئات الرئيسية للسلطة وقطع رسميا للجنة المركزية.
الأجهزة الرئيسية للسلطة في الحزب الشيوعي ما يلي :
- اللجنة الدائمة للمكتب السياسى، والتي تتكون حاليا من تسعة أعضاء.
- المكتب السياسي، ويتألف من 22 عضوًا كاملًا (بما في ذلك أعضاء اللجنة الدائمة للمكتب السياسى),
- الأمانة العامة، وآلية الإداري الرئيسي للحزب الشيوعى الصينى، برئاسة الأمين العام.
- اللجنة العسكرية المركزية.
- الانضباط لجنة التفتيش المركزي، والتي هي مكلفة باجتثاث الفساد والمخالفات بين كوادر الحزب.